# Lluís Maria Millet i Millet
Lluís Maria Millet i Millet (Barcelona, 21 de junio de 1906-1990) fue un músico español, hijo de Lluís Millet i Pagès y padre de Lluís Millet i Loras, los tres directores del Orfeón Catalán. 

## Biografía
De muy pequeño ingresó en el Orfeón Catalán, del cual formó parte como cantaire (corista), profesor auxiliar, subdirector y director artístico sucesivamente.
Inició sus estudios musicales con los maestros Josep Maria Comella y Joan Salvat. Años más tarde ingresó en la escuela municipal de música, donde recibió lecciones de solfeo y teoría del maestro Pere Jordà, de piano del maestro Joaquim Canals, y de armonía, composición, contrapunto y fuga de los maestros Lluís Millet i Pagès y Vicenç Maria de Gibert i Serra. 
Accedió a la dirección del Orfeón a finales de 1945, después de la muerte de Francesc Pujol, antiguo director y sucesor de su padre Lluís Millet i Pagès. Lluís Maria protagonizará la reanudación de la entidad después de la Guerra civil y la posguerra; reanudación que se caracterizó por la continuidad de la obra de su padre manteniendo un repertorio histórico y tradicional.
Dirigió grandes oratorios clásicos como el Réquiem de Mozart (1946, 1955, 1956, 1972), Las estaciones de Haydn (1953,1954,1966), la Novena sinfonía (1956) y la Misa solemnis de Beethoven ( 1962-1963), Elías de Mendelssohn (1948, 1949), el Réquiem de Fauré (1953, 1955), el Réquiem de Verdi (1964), la Misa en si menor (1951,1952), la Pasión según San Mateo (1958), el Oratorio de Navidad (1969) de Bach. Además estrenó el Canto espiritual de Xavier Montsalvatge, (1960) y el Oratori Virgen Maria de Manuel Blancafort (1968). Incorporó al repertorio del Orfeón composiciones corales de Eduard Toldrà, Frederic Mompou, Aita Donostia y Paul Hindemith, entre otros y dio a conocer al público barcelonés el Stabat Mater de Francis Poulenc (1958). Hay que destacar, también, la preparación del coro para el debut europeo de El Pesebre de Pau Casals en Asís, Florencia y Touluse en 1962.
Ejerció, también, la docencia como catedrático de teoría musical, estética e historia de la música en el Conservatorio Superior Municipal de Barcelona (antigua escuela municipal de música). También fue nombrado colaborador honorario del Instituto Español de Musicología.
En cuanto a su obra compositiva hay que decir que fue intermitente. En 1928 estrenó Lo rústec villancet, con texto de Josep Carner. Entre las composiciones religiosas más emotivas encontramos el motete In paradisum, escrito en 1941 en la memoria de su padre. Como máximos exponentes de obras corales hay que destacar Son, soneta, vine ara y La sardana de abril, sobre un poema de Joan Llongueras. Otras obras importantes son La relíquia y Agar sobre unos poemas del mallorquín Joan Alcover, Chora a partir del texto de Josep Maria de Segarra y el todavía inédito L'any mil (1954) sobre un poema de Ángel Guimerá.

## Obra
- Sardanas: Tan petiteta, Tardoral

- Coro: El rústec villancet (1928), Repòs (1942), Vou, veri-vou (1943), Cap al tard (1944), Joan Garí (1944), La nit al ras (1945), Son, soneta (1945), El plor dels degollats (1946), Invocació (1946), La relíquia (1946), Agar (1947), Bruc i galzeran (1947), Chora (1948), La filosa (1948), La sardana de l'abril (1948), Vaig a segar vaig (1949), Riera del Rosselló (1950), L'any mil (1954), Cançó de bressol de la Verge, Pastorel·la, Poema nadalenc.

- Voces al unísono y acompañamiento: A la mare de Déu de la Mercè (1945), Comunió espiritual (1948), Missa, inspirada en temas populares de Nadal (1967), Goig a Sant Martí de Riells del Montseny, Himne de la Verge de l'Alba.

- Voz y piano: A Maria Dolors (1938), Cançó d'hivern (1943), Nocturn (1944), Pirenenc (1944), Amigueta, el turmell tens humit de rosada (1945), Cançó àvida (1945), Cançó del port (1945), El flabiol (1945), Mar (1945), Morenica me llama (1945), Non, non (1945), Primavera inútil (1945), El goig perdut (1951), Cantar de lavanderia  (1964), Camí clar (1968), En mig dels argelaguers, La noia torna del molí, Per a l'oblit.

- Música religiosa: Rosari montserratí (1934), Salve Montserratina (1945), Animam meam dilectam (1946)

## Fondo personal
El Centro de Documentación del Orfeón Catalán contiene el fondo personal de Lluís Maria Millet y Millet que aparte de su obra compositiva formada por 147 partituras autógrafas y manuscritas y un grueso importante de obras impresas, conserva documentación de sus estudios musicales, de su actividad como docente a la escuela municipal de música de Barcelona que queda reflejada en el material de apoyo para las clases, y de su tarea como director del Orfeón Catalán. De esta documentación destacan los listados de obras y actuaciones del Orfeón Catalán, la documentación judicial para la recuperación de los materiales de la Obra del Cançoner Popular de Cataluña, así como borradores y apuntes de su tarea nos las misiones. También se conservan varias anotaciones para la interpretación de obras como por ejemplo la Pasión según San Mateo, la Misa en si menor de Bach, la Cantata a la Virgen Maria, de Manel Blancafort entre muchos otros.
Una serie muy rica también es la de correspondencia emitida y recibimiento entre las cuales hay que destacar cartas como las de: Francis Poulenc, Eduard Toldrà, Joan Pich y Santasusana, Rosa Sabater, Emili Pujol, Cristòfol Taltabull, Manel Blancafort, etc.
Otros documentos interesantes del fondo son un volumen importante de fotografías, recortes de prensa, la colección de programas del Orfeón Catalán y del Palau de la Música y la colección de objetos: batutas, un atril, medallas y placas conmemorativas.